# Paul Zaza
Paul Zaza est un compositeur de musiques de films.

## Filmographie

### Cinéma
- 1978 : Three Card Monte (en)
- 1979 : Meurtre par décret (Murder by Decree) de Bob Clark
- 1979 : Title Shot (en)
- 1979 : Stone Cold Dead (en)
- 1980 : Les Motos sauvages (en) (Hog Wild)
- 1980 : Le Bal de l'horreur (Prom Night) de Paul Lynch
- 1980 : L'Enlèvement du président (The Kidnapping of the President)
- 1981 : Ghostkeeper (en)
- 1981 : Meurtres à la St-Valentin (My Bloody Valentine)
- 1981 : Gas (en)
- 1981 : Being Different (en)
- 1982 : Melanie (en)
- 1982 : Porky's
- 1983 : Curtains
- 1983 : American Nightmare (en) de Don McBrearty
- 1983 : Christmas Story
- 1984 : Isaac Littlefeathers (en)
- 1984 : Sentimental Reasons
- 1985 : Birds of Prey
- 1985 : Turk 182
- 1985 : Breaking All the Rules (en)
- 1985 : The Edge
- 1986 : High Stakes
- 1986 : The Vindicator (en)
- 1986 : Bullies (en)
- 1986 : Meatballs III: Summer Job (en)
- 1987 : The Pink Chiquitas (en)
- 1987 : Higher Education
- 1987 : From the Hip de Bob Clark
- 1987 : Blindside (en)
- 1987 : Le Bal de l'horreur 2 : Hello Mary Lou
- 1988 : Norman's Awesome Experience (en)
- 1988 : The Brain (en)
- 1989 : Le Retour de Flesh Gordon (en) (Flesh Gordon Meets the Cosmic Cheerleaders)
- 1990 : Loose Cannons de Bob Clark
- 1990 : Le Bal de l'horreur 3 : Dernier baiser avant l'enfer
- 1991 : Popcorn
- 1992 : Belle et Dangereuse (Blown Away)
- 1992 : Le Bal de l'horreur 4 : Délivrez-nous du Diable
- 1993 : Cold Sweat (en)
- 1994 : The Dark
- 1994 : The Club
- 1994 : Une maison de fous (It Runs in the Family)
- 1995 : Intervention immédiate (en) (No Contest)
- 1995 : L'Aigle de fer 4 (Iron Eagle IV)
- 1996 : Salt Water Moose (en)
- 1996 : No Contest II (en)
- 1997 : Double Take de Mark L. Lester
- 1997 : The Ex de Mark L. Lester
- 1997 : Rouge Sang (en) (Red-Blooded American Girl II) de David Blyth
- 1997 : Sale nuit (en) (Stag)
- 1997 : Les Enragés (The Rage)
- 1997 : L'Enfant du mal (en) (Misbegotten)
- 1998 : A Brooklyn State of Mind (en) de Frank Rainone
- 1999 : In Her Defense
- 1999 : Souvenirs d'avril (en) (I'll Remember April)
- 1999 : P'tits Génies (Baby Geniuses) de Bob Clark
- 1999 : Camp de base (The Base) (vidéo)
- 1999 : Grizzly Falls (en)
- 2001 : Vengeance secrète (The Fourth Angel) de John Irvin
- 2002 : Now and Forever (en)
- 2002 : Fancy Dancing
- 2004 : P'tits Génies 2 (SuperBabies: Baby Geniuses 2) de Bob Clark

### Télévision

#### Séries télévisées
- 1983 : Mr. Wizard's World
- 1987 : Divorce Court (en)
- 1988 : Rintintin junior (Katts and Dog)
- 2002 : The Parent Trip

#### Téléfilms
- 1984 : The Highroller
- 1985 : Ladybear
- 1987 : Covert Action
- 1987 : Ford: The Man and the Machine
- 1988 : Soft Touch II
- 1989 : Murder by Night
- 1992 : Liar's Edge
- 1992 : Le Meurtrier de l'Illinois (To Catch a Killer) d'Eric Till
- 1993 : Spenser: Ceremony
- 1993 : The American Clock
- 1994 : Spenser: Pale Kings and Princes
- 1995 : Fudge-A-Mania
- 1995 : Derby
- 1996 : Stolen Memories: Secrets from the Rose Garden
- 1997 : L'Amour oublié (Married to a Stranger)
- 2000 : Un rôle pour la vie (Catch a Falling Star)